# Megasema burraui
Megasema burraui là một loài bướm đêm trong họ Noctuidae.